# Темно-рудий пес
«Темно-рудий пес» (англ. The Dark Brown Dog) — оповідання, написане американським письменником Стівеном Крейном (1871–1900) у 1890 році.

## Сюжет
Хлопчик знаходить темно-рудого пса, який дуже щиро відгукується як на його ігри, так і на побиття. Хлопчик забирає цуценя додому. Удома через негативну атмосферу над песиком знущаються майже всі члени родини. Одного дня він потрапляє під гарячу руку нетверезому голові сім’ї і гине.

## Особливості стилю
Зверненість до соціальних тем у цьому оповіданні пов’язує його з реалізмом, тоді як широке використання символів дає право зарахувати твір до символізму.

## Проблематика
Однією з провідних тем твору є тема насилля і влади. Автор зображає ситуацію, яка розкриває читачу кілька рівнів проблем. На особистісному рівні Крейн майстерно зображає коло насилля: батько жорстоко поводиться з хлопчиком і сім'єю, хлопчик же так само поводить себе з собакою, а собака стійко терпить усі знущання людей. Піднято також тему стосунків у сім'ї, їх вплив на виховання дітей. Зображення складної проблеми у вигляді дитячої оповіді свідчить про універсальність піднятої тематики для різних епох і країн.
Для США часів закону Джима Кроу — законів про расову сегрегацію — питання внутрішньої свободи та прагнення до насилля і влади над іншими було дуже на часі та втілювалося в реальній формі обмеження прав чорношкірого населення. Глибину піднятого автором питання доводить історія: навіть після офіційного скасування рабства на конституційному рівні, після кривавої війни суспільство ще майже століття не могло сприйняти цих змін.

## Видання українською мовою
Шлюпка у відкритому морі та інші оповідання / переклад Ігоря Андрущенка. — К. : Знання, 2014. — 190 с. — ISBN 978-617-07-0178-7